# Cellaria obliquidens
Cellaria obliquidens är en mossdjursart som beskrevs av Jean-Loup d'Hondt och Gordon 1999. Cellaria obliquidens ingår i släktet Cellaria och familjen Cellariidae. Inga underarter finns listade i Catalogue of Life.